# Vallisneria natans
Espèce
Synonymes
- Physkium natans Lour.[1]
- Vallisneria asiatica Miki[2]
- Vallisneria americana var. biwaensis (Miki) Lowden[1]
- Vallisneria biwaensis (Miki) Ohwi[1]
- Vallisneria gigantea var. higoensis (Miki) Kitam.[1]
- Vallisneria higoensis (Miki) Ohwi[1]
- Vallisneria minor Ito[1]
- Vallisneria natans var. biwaensis (Miki) H.Hara[1]
- Vallisneria physkium Juss. ex Spreng.[1]
- Vallisneria spiralis f. minor (Ito) Makino[1]

Statut de conservation UICN

LC : Préoccupation mineure
Vallisneria natans, aussi connue sous le nom de Vallisnérie asiatique ou Vallisnérie d'Asie, est une plante aquatique de la famille des Hydrocharitaceae.

## Habitat
Vallisneria natans peuple les étendues d'eau et les rivières de l'Asie du Sud-Est, du Japon, et de la Corée.

## Découverte
La Vallisnérie asiatique a été découverte en 1790 par le botaniste portugais João de Loureiro. 

En 1912, le botaniste allemand Paul Graebner, puis, en 1934, le botaniste Miki Shigeru (1901-1974), identifient deux espèces asiatiques à partir de types différents, et les nomment respectivement Vallisneria gigantea et Vallisneria asiatica. En 1974, toutes ces espèces sont reconnues comme synonymes sous le nom de Vallisneria natans par Hiroshi Hara (en) (1911 – 1986).

## Espèce modèle
Cette espèce (ainsi que Hydrilla verticillata) a servi pour l'étude des effets des apports de résidus de glyphosate sur la flore des eaux douces, étude qui après exposition des deux espèces en milieu contrôlé (culture hydroponique) à diverses taux de glyphosate (0, 1, 10, 20, 30, 40, 50 et 80 mg/litre) en culture hydroponique après un et sept jour(s) a montré que le glyphosate peut induire un stress oxydatif chez H. verticillate mais pas chez V. natans bien que le glyphosate diminue chez cette espèce les activités de la catalase ; V. natans résiste mieux au glyphosate que H. verticillata.

## Liste des variétés
Selon Tropicos (7 août 2017) :
- variété Vallisneria natans var. biwaensis (Miki) H. Hara ;
- variété Vallisneria natans var. higoensis (Miki) H. Hara.